# Sains-Morainvillers

Sains-Morainvillers este o comună în departamentul Oise, Franța. În 1 ianuarie 2022 avea o populație de 286 de locuitori.